# Нахідка
На́хідка (до 1945 року — Джан-Болди, крим. Can Boldı) — село Джанкойського району Автономної Республіки Крим. Населення становить 443 особи. Орган місцевого самоврядування - Яркополенська сільська рада. Розташоване на півдні району.

## Географія
Нахідка - село на південному заході району, у степовому Криму, у верхів'ї маловодного правої притоки річки Мирнівка, висота над рівнем моря - 30 м . Сусідні села: Слов'янка за 0,7 км на північний захід, Ярке Поле за 2,5 км на схід і Веселе за 3,7 км на південний схід. Відстань до райцентру - близько 14 кілометрів, найближча залізнична станція - Відрадна - близько 4,5 км.

## Історія
Німецька лютеранська колонія Джанболду заснована в Олександрівській волості Перекопського повіту в 1898 році на 1000 десятинах землі , на місці старовинного татарського селища тієї ж назви, перша документальна згадка якого зустрічається в Камеральному Описі Криму ... 1784 року, судячи з якого, в останній період Кримського ханства Джан Булдей входив в Орта Чонгарський кадилик Карасубазарського каймакамства .
Після приєднання Криму до Російської імперії (8) 19 квітня 1783 року , на території колишнього Кримського Ханства була утворена Таврійська область і село було приписане до Перекопського повіту . Після Павловських реформ, з 1796 по 1802 рік, входило в Перекопський повіт Новоросійської губернії . За новим адміністративним поділом, після створення 8 (20) жовтня 1802 года Таврійської губернії , Джанболду був включений до складу Кокчора-Киятської волості Перекопського повіту.
За Відомостями про всі селища в Перекопському повіті... від 21 жовтня 1805 року в селі Джанболду значилося 6 дворів і 80 жителів кримських татар . На військово-топографічній карті 1817 року село Чамбалда позначене з 10 дворами . Після реформи волосного поділу 1829 Джанболду, залишився в складі Кокчоракиятській волості . Мабуть, внаслідок еміграції кримських татар в Туреччину , село спорожніло і на карті 1842 року його вже немає , а, згідно з «Пам'ятною книгою Таврійської губернії за 1867 рік» , село було покинуте мешканцями в 1860-1864 роках, у результаті еміграції кримських татар, особливо масової після Кримської війни 1853-1856 років, в Туреччину  та  залишалася в руїнах.
Відроджено селище було, як зазначено вище, в 1898 році, по  «... Пам'ятній книзі Таврійської губернії за 1900 рік»  в селі, що не входила ні в одну сільську громаду, вже значилося 52 жителі в 5 дворах , а в 1905 році в селі вже числилося 60 жителів .
В  Статистичному довіднику Таврійської губернії 1915 року, в Олександрівській волості Перекопського повіту також значиться село Джанболду  з населенням 82 людини (у 1918 році - 45) .
Після встановлення в Криму Радянської влади, за постановою Кримревкома від 8 січня 1921 року № 206 «Про зміну адміністративних кордонів» була скасована волосна система і в складі Джанкойського повіту (перетвореного з Перекопського) був створений Джанкойський район . У 1922 році повіти перетворили в округу . 11 жовтня 1923 року, згідно з постановою ВЦВК, в адміністративний поділ Кримської АРСР були внесені зміни, у результаті яких округу були ліквідовані, основною адміністративною одиницею став Джанкойський район  і село включили до його складу. Згідно зі Списком населених пунктів Кримської АРСР за Всесоюзним переписом від 17 грудня 1926 року, у селі Джанболду, Кадикойського сільради Джанкойського району, значився 21 двір, з них 19 селянських, населення становило 122 особи, з них 116 німців, 5 татар і 1 українець, діяла німецька школа . Після утворення в 1935 році Тельманського району  село, з населенням 144 людини  включили до його складу.
Незабаром після початку Німецько-радянської війни, 18 серпня 1941 року кримські німці були виселені, спочатку в Ставропольський край, а потім в Сибір і північний Казахстан . Після звільнення Криму від фашистів в квітні 12 серпня 1944 року було прийнято постанову № ГОКО-6372с «Про переселення колгоспників в райони Криму»  та у вересні 1944 року в район приїхали перші новосели (27 сімей) з Кам'янець-Подільської і Київської областей, а на початку 1950-х років пішла друга хвиля переселенців з різних областей України . Указом Президії Верховної Ради Російської РФСР від 18 травня 1948 року, Джамбулду перейменували в Нахідку . 1 січня 1965 року, указом Президії Верховної Ради УРСР «Про внесення змін до адміністративного районування УРСР - по Кримській області», Нахідку, у складі сільради, включили до складу Джанкойського району  .